# Sulingen
Sulingen er en by i Landkreis Diepholz i den tyske delstat Niedersachsen, beliggende omtrent 30 km øst for Diepholz, og 45 km syd for Bremen.

## Inddeling
Byen og kommunen Sulingen består af følgende bydele og landsbyer:
- Sulingen (centrum) (9.273 indb.)
- Klein Lessen (565)
- Groß Lessen (637)
- Rathlosen (536)
- Nordsulingen (1.336)
- Lindern (545 indb.)

## Nabokommuner
Nabokommuner til Sulingen er mod nordvest og nord amtet (Samtgemeinde) Schwaförden, mod øst amtet Siedenburg og mod syd og sydvest amtet Kirchdorf.

## Vandløb
Sulingen gennemløbes af floderne Sule, Kuhbach, Kleinen Aue og Allerbeeke (denne danner grænse til Siedenburg).